# Почесні громадяни Яготина
Список почесних громадян міста Яготин:
| № з/п | Почесний громадянин (роки життя)                          | Коротко про особу | Рік присвоєння |
| ----- | --------------------------------------------------------- | --- | -------------- |
| 1     | Алєксєєва Ніна Сергіївна (27.12.1929 — 03.08.2014)        | «Заслужений лікар України» з 1983 року. Півстоліття працювала на посаді офтальмолога Яготинської районної центральної лікарні. | 1988           |
| 2     | Малинка Микола Панасович (16.02.1913 — 14.12.1993)        | Український художник. Організатор Яготинської студії самодіяльних художників. Художник української спілки художників | 1993           |
| 3     | Шпіка Іван Якович (17.01.1921 — 08.02.2005)               | Учасник Другої світової війни. Учасник визволення Яготина від німецько-нацистських загарбників. | 1993           |
| 4     | Єгоров Сергій Никандрович (22.10.1920 — 17.07.1994)       | Учасник Другої світової війни. Державні нагороди: Три ордени Червоної Зірки, орден Вітчизняної війни ІІ ступеня, орден Вітчизняної війни І ступеня, орден Олександра Невського. Учасник визволення Яготина від німецько-нацистських загарбників. | 1993           |
| 5     | Ізотов Віктор Степанович (06.05.1924 — 28.07.2019)        | Працівник Кабінету Міністрів України. | 1993           |
| 6     | Дубошій Микола Наумович (27.04.1920 — 13.02.2007)         | Учасник Другої світової війни. Повний кавалер орденів Слави: І ступеня (27.02.1958), ІІ ступеня (10.06.1945), ІІІ ступеня (31.10.1944 та 29.12.1944), нагороджений медалями «За відвагу». У повоєнний час нагороджений орденом Вітчизняної війни 1-го ступеня (11.03.1985). | 1994           |
| 7     | Товстуха Євген Степанович (07.10.1934 р.н.)               | Лікар-фітотерапевт з 1990 року. Академік Української міжнародної академії оригінальних ідей. Член Національної спілки письменників України. Автор біографічних романів про українських композиторів, збірок поезій і оповідань. Нагороди: Літературна премія імені Володимира Винниченка за 1998 рік. Подяка Голови Верховної Ради України (жовтень 1999 р.). Орден «За заслуги» ІІІ ступеня. Орден князя Ярослава Мудрого V ступеню | 1994           |
| 8     | Щербаченко Марія Захарівна& (14.02.1922 — 23.11.2016)     | Учасник Другої світової війни, брала участь у боях за визволення м. Яготина. Має звання Героя Радянського Союзу. Нагороджена орденами Леніна, Вітчизняної війни І ступеня, медалями, в тому числі медаллю «Золота Зірка», медаллю Міжнародного комітету Червоного Хреста ім. Флоренс Найтінгейл. Зарахована почесним солдатом 407-го центрального військового госпіталю Північного оперативного командування. | 1994           |
| 9     | Пащенко Тетяна Павлівна (23.12.1926 — 05.03.2007)         | Бригадир птахівничої бригади Яготинської птахофабрики Яготинського району Київської області. 22 березня 1966 року отримала звання Героя Соціалістичної Праці. | 1995           |
| 10    | Кучерявий Вадим Львович (17.08.1932 — 10.09.2017)         | «Заслужений працівник культури», викладач Яготинської школи мистецтв з 1977 по1985 рік. Керівник народного аматорського хору ветеранів війни, праці та військової служби «Солдатська пам'ять» з 1987 по 2006 рік. Нагороджений Почесною грамотою Кабінету Міністрів України, неодноразово виступав на головній сцені країни — в Палаці «Україна», у будинках культури Київської, Полтавської, Черкаської областей, в школах міста, у військових частинах і госпіталях. | 1996           |
| 11    | Непорожній Олександр Степанович (06.01.1921 — 15.03.1998) | Український краєзнавець (дослідник Яготина), педагог літературознавець. Працював у Яготинській середній школі № 3 викладачем української мови, літератури та малювання. Вніс вагомий внесок у створення та розвиток місцевого краєзнавства, зокрема створив історичний музей, директором якого певний час був. Своїм існуванням завдячують О. С. Непорожньому Яготинський державний історичний музей, картинна галерея, флігель Т. Г. Шевченка, Алея Героїв, Алея Слави та музей освіти в Яготині, музей-садиба Катерини Білокур в с. Богданівка, археологічний музей «Добраничівська стоянка», Капустинський, Сулимівський, Новоолександрівський музеї на території району. Окремою сторінкою діяльної біографії Олександра Степановича стало спорудження пам'ятника молодому Тарасу Шевченку на подвір'ї міської середньої школи № 3 за проектом скульптора Івана Гончара. Його ж зусиллями збережено в яготинському парку каштанову алею, посаджену колись самим Тарасом. | 1996           |
| 12    | Ганжа Анатолій Андрійович (09.05.1947 — 23.02.2012)       | Голова правління ВАТ «Будівельно-монтажне управління № 10». У 1970-ті роки було розпочато добудову Яготинського НВК «СШ-ЗОШ І-ІІІ ст. № 2», безпосереднім виконавцем будівельно — монтажних робіт був Ганжа Анатолій Андрійович. | 1997           |
| 13    | Мочаренко Тетяна Іванівна (12.11.1949 р.н.)               | Директор Яготинського хлібохарчкомбінату з 1994 року по 2000 рік. | 1997           |
| 14    | Йора Петро Петрович (11.06.1934 р.н.)                     | Директор районного будинку культури з 1996 року по 2000 рік. Петро Петрович працював в галузі культури, як організатор і творчий працівник понад сорок років. Нагороджений значком Міністерства культури «За відмінну роботу», численними медалями, зокрема медаллю лауреата Всесоюзного огляду самодіяльної художньої творчості. | 1998           |
| 15    | Йосипок Олександр Тимофійович (05.01.1939 — 02.08.2013)   | Голова Яготинського райвиконкому з 1980 по 1987 роки. З квітня 1992 року Олександро Тимофійович — представник Президента України. У 2000 році вийшла збірка його гуморесок «Патока на шилі». Нагороди: Орден Червоного Прапора (1977 рік), медаль «За працю і звитягу» (2003 рік). | 1998           |
| 16    | Осьмірко Микола Григорович (28.08.1939 — 21.03.2005)      | Начальник Яготинського районного шляхоремонтного будівельного управління з 1972 по 2003 роки | 1999           |
| 17    | Йозеф Ціглер                                              | Громадянин Федеративної Республіки Німеччина, який організовує та супроводжує гуманітарні вантажі з Баварії. Німецький лікар, керівник проєкту «Aktion Tschernobyl». | 1999           |
| 18    | Товстенко Юрій Віталійович (08.08.1932 — 01.01.2004)      | Директор Яготинського цукрозаводу з 1972 по 1992 роки. За часи його керівництва підприємство виробляло найбільше продукції і стало одним з флагманів харчової індустрії тодішнього Союзу РСР, тринадцять разів виборюючи перехідний Червоний прапор. | 2002           |
| 19    | Каплоух Василь Ігорович (27.12.1917 — 15.04.2007)         | Директор Яготинського маслозаводу з 1960 по 1981 роки. | 2003           |
| 20    | Хорунжий Юрій Іванович (26.01.1939 р.н.)                  | Голова Яготинської міської ради з 1978 по 1988 роки. | 2005           |
| 21    | Глиняна Людмила Миколаївна (15.02.1953 р.н.)              | Заступник головного лікаря з експертизи тимчасової непрацездатності Яготинської центральної районної лікарні з 2006 року. Понад сорок років свого життя присвятила лікарській справі в Яготинській районній центральній лікарні. | 2010           |
| 22    | Ярьомка Світлана Миколаївна (09.04.1989 р.н.)             | Українська спортсменка-самбістка та дзюдоїстка, вихованка Яготинської дитячої юнацько-спортивної школи. Майстер спорту України міжнародного класу, срібний призер чемпіонату Європи із дзюдо серед юніорів, бронзовий призер чемпіонату світу з боротьби самбо серед молоді, переможець міжнародного турніру класу «А» із дзюдо, бронзовий призер чемпіонату світу із дзюдо серед молоді. Відзнака Президента України у 2016 році — ювілейна медаль «25 років незалежності України». | 2010           |
| 23    | Семперович Віктор Вікторович (21.04.1966 р.н.)            | Тренер-викладач відділення дзюдо Яготинської дитячо-юнацької спортивної школи. Призер Чемпіонату України, численний переможець в українських та всесоюзних турнірах. | 2010           |
| 24    | Семеняка Володимир Павлович (15.07.1957 р.н.)             | Голова Яготинської районної державної адміністрації з 1998 по 2005 роки, з 2011 по 2014 роки. Нагороджений Подякою Президента України (2001 рік), Почесною грамотою Кабінету Міністрів України (2002 рік), знаком «Відмінник освіти України» Міністерства освіти і науки України, орденом Святого Рівноапостольного князя Володимира Великого ІІІ ступеня (2002 рік). | 2011           |
| 25    | Сіренко Олександр Олександрович (03.09.1955 р.н.)         | Директор — голова правління ВАТ «Яготинський маслозавод». «Заслужений працівник промисловості України» (2002 рік). Нагороджений Почесною відзнакою «Знак пошани» Міністерства аграрної політики України (2005 рік) та орденом «За заслуги» ІІ ступеня. | 2011           |
| 26    | Потельчак Володимир Андрійович (20.12.1960 р.н.)          | Голова правління ВАТ «Яготинський механічний завод». | 2017           |
| 27    | Ярема Віталій Григорович (14.10.1963 р.н.)                | Український політик, фахівець з правоохоронної діяльності, Генерал-лейтенант міліції у відставці. З 19 червня 2014 року Верховна Рада України VII скликання призначила Віталія Григоровича Генеральним прокурором України. | 2018           |
| 28    | Сапронайтіс Віталій Францович (12.05.1959 р.н.)           | Голова спостережної ради ТОВ «Еліта» | 2019           |
| 29    | Мостіпан Олександр Олексійович (09.02.1959 р.н.)          | Керівник Групи компаній «Нива Переяславщини» Звання «Герой України» з врученням ордена Держави (19 серпня 2009) — за визначні особисті заслуги перед Українською державою у розвитку агропромислового комплексу, високі трудові досягнення та багаторічну сумлінну працю Орден «За заслуги» III ст. (30 листопада 2005) — за вагомий особистий внесок у розвиток | 2020           |